# Gustav Kihlman

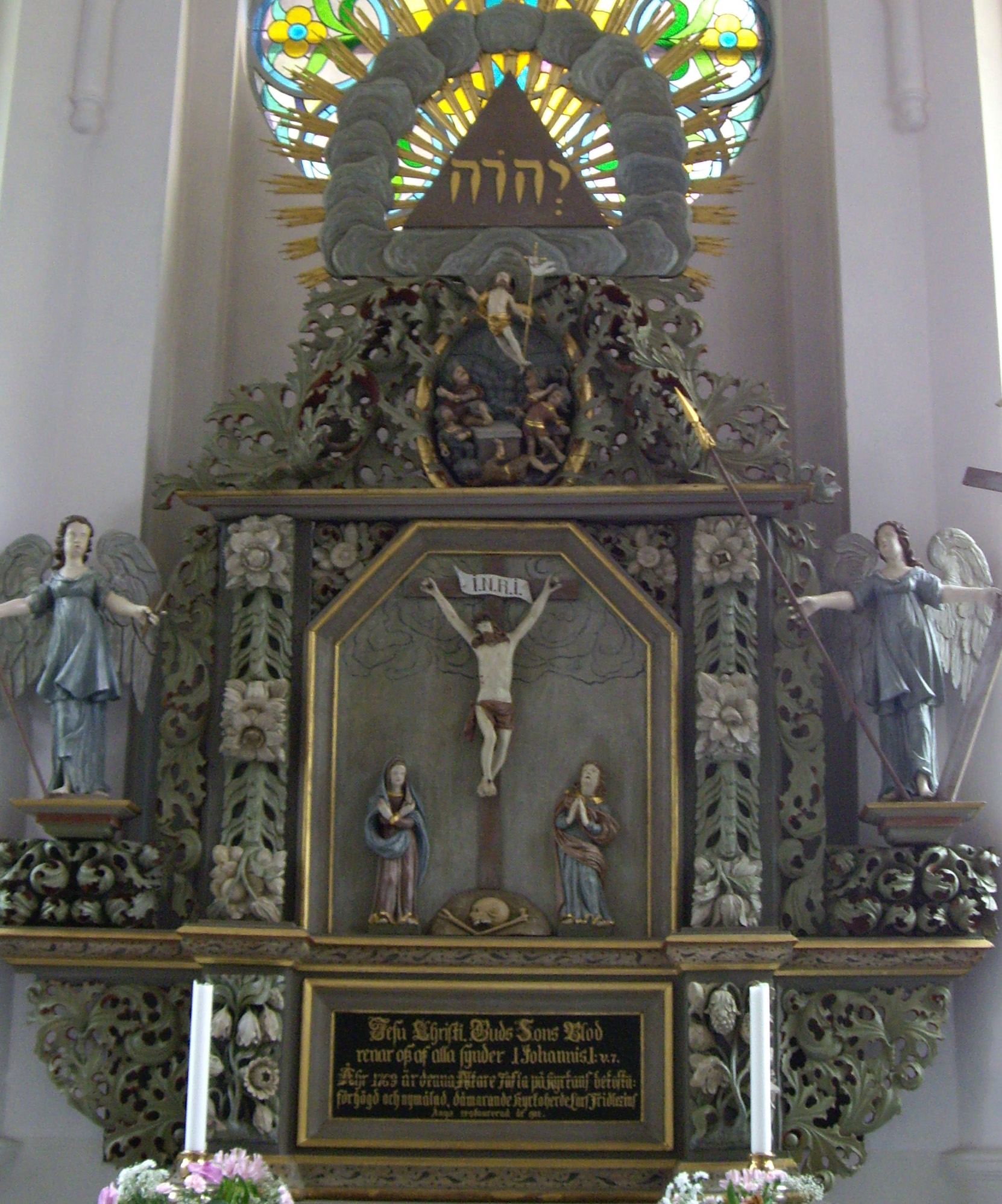
Altaruppsats av Gustav Kihlman i Hishults kyrka

Gustav Biörsson Kihlman (Kilman, Kijhlman, Killman, Kyhlman), född omkring 1657, död 1720 i Borås, var en svensk bildhuggare och konstsnickare. 

## Biografi
Gustav Kihlman var son till Nils Kijhlman. Gustav Kihlman grundade Kihlmans Bildhuggarverkstad i Borås. Hans arbeten brukar klassas som karolinsk barock (karolinsk stil). Man möter honom i gamla handlingar först 1679, då han i Borås avlade borgareed för att vinna burskap såsom bildhuggare. Nästa gång påträffas han i Jönköping. Där fick han år 1687 uppdraget att för Kristine kyrka utföra en 130 alnar hög altaruppsats, vars centrala parti skulle skildra nattvarden, Kristi korsfästelse, begravning, uppståndelse och himmelsfärd. 
Från tiden omkring sekelskiftet 1700 förlade han sin verksamhet i ett stråk från södra Västergötland (Sjuhäradsbygden) och ner till norra Skåne. Det är känt att han i juni 1706 anhöll om burskap i Helsingborg, att han i april 1709 – sedan han befriats från sitt burskap i Borås – erhöll sådant i Helsingborg, samt att han 1713 med hustru och gesäll var mantalsskriven där. Till dessa åtgärder torde han ha tvingats av sin verksamhet i de skånska socknarna. Till Borås återvände han definitivt 1713 och där har han nog i själva verket hela tiden haft sitt egentliga hem.
Om hans altartavlor i Kågeröd och Kvidinge säger William Karlson, att de säkerligen är ”bland de bästa och viktigaste i hans skånska produktion och ge oss en god föreställning om i vad stil han arbetade, den frodiga akantus- och spiralbarocken”, samt tillägger: ”Såväl figur- som växtmotiv har han lyckats förläna en viss plastisk verkan. Dräktveckens fall och akantusbladens frodiga och rika förgreningar förete onekligen en viss schwung, som i varje fall sätter honom bland de främste i den kategori av bildsnidare, som verkade i Skånes kyrkor under 1700-talet. Få av hans efterföljare kunna ur konstnärlig synpunkt ställas i paritet med den västgötske snidaren.” 
De sista åren av sitt liv torde han ha framlevt under mycket bekymmersamma förhållanden, enligt Svenskt konstnärslexikon..
Han hade sonen Nils Kihlman (Killman) som även han var bildhuggare och som till exempel har gjort altaruppsatsen i Askims kyrka år 1726 och predikstolen i Åsenhöga kyrka år 1736.

## Arbeten i urval
- 1679, Borås kyrka, (han hade då arbetat någon tid i kyrkan, okänt med vad eftersom kyrkan brunnit 1727 och 1822)
- 1683, Harplinge kyrka i Halland, (altaruppsats[2], något modifierad år 1899 av den lokale finsnickaren Christoffer Johansson[3])
- 1689, Byarums kyrka, Småland (predikstol)
- 1690, Kristine kyrka (Jönköping), Småland (altaruppsats, förstörd vid kyrkans brand 1790)
- 1692, Slottskyrkan, Jönköping, Småland (predikstol, nu (dvs. 1957) i Sofia församlingshem)
- 1696, Sätila kyrka, Västergötland  (läktarbröstning och predikstol)
- 1696 - 1700, Kinnarumma kyrka (bl.a. predikstol)
- 1697, Skällinge kyrka, Halland (altaruppsats)
- 1699, Sätila kyrka, Västergötland (ytterligare diverse träsniderier och skulpturer - se även ovan)
- ca 1700, Bredaryds kyrka, Småland (äldre sparad altaruppsats)
- ca 1700, Svartrå kyrka, Halland (altaruppsats och predikstol)
- 1702, Kvidinge kyrka, Skåne (beställning av altaruppsats färdigställd ca 1709)
- 1702, Harplinge kyrka i Halland, (dopfunt och epitafium över kyrkoherden Christian Rudolphin)
- 1703, Hols kyrka, Västergötland  (altaruppsats)
- 1703, Kågeröds kyrka, Skåne (altaruppsats)
- 1704, Gualövs kyrka, Skåne (altaruppsats)
- 1704, Västra Vrams kyrka, Skåne (predikstolsbaldakin)
- 1705, Tofteryds kyrka, Småland (predikstol - numera försvunnen, och krucifix)
- 1706, Vikens kyrka kyrka, Skåne (altaruppsats)
- 1706, Hyssna kyrka, Västergötland (något omarbetad predikstol)
- 1706, Öxnevalla kyrka, Västergötland (predikstol)
- 1707, Nösslinge kyrka, Halland (altaruppsats, år 1865 isärtagen och sedan uppsatt bitvis som prydnad på olika ställen i kyrkan)
- 1708, Båstads kyrka, Skåne (reparation och renovering av en numera försvunnen predikstol)
- 1708, Hishults kyrka, Halland  (altaruppsats något omarbetad 1769 av Johan Ullberg)
- 1708 - 1709, Kvidinge kyrka, Skåne (äldre sparad altaruppsats)
- 1709, Hols kyrka, Västergötland  (predikstol - se även ovan)
- 1710, Hyssna kyrka, Västergötland (altartavla - se även ovan)
- 1711, Dalstorps kyrka, Västergötland (predikstol, förstörd vid kyrkans brand)
- 1712, Öxnevalla kyrka, Västergötland (altartavla - se även ovan)
- 1714, Ugglums kyrka, Västergötland (predikstol)
- 1717, Siene kyrka, Västergötland (ljudtak eller baldakin till äldre predikstol)

Kihlman tillskrivs även odaterade predikstolar i Istorp och Berghem - båda kyrkor belägna i Sjuhäradsbygden.

### Fotnoter
1. 1 2 3  ArkivDigital online, läs online, läst: 18 mars 2022.[källa från Wikidata]
2. ↑  Altaruppsatsen i Harplinge kyrka tillverkades enligt ett bevarat kontrakt av Gustaf Biörson Kihlman tillsammans med hans "cammerat" Anders Svensson
3. ↑  C.M. Andersson (2002), sid 26